# Bidessini
Bidessini es una tribu de coleópteros adéfagos de la familia Dytiscidae. 

## Géneros
Tiene los siguientes géneros.
| - Africodytes - Allodessus - Amarodytes - Anodocheilus - Bidessodes - Bidessonotus - Bidessus - Borneodessus - Brachyvatus - Clypeodytes - Comaldessus - Crinodessus - Fontidessus - Geodessus - Gibbidessus | - Glareadessus - Haideoporus - Hemibidessus - Huxelhydrus - Hydroglyphus - Hypodessus - Incomptodessus - Kakadudessus - Leiodytes - Limbodessus - Liodessus - Microdessus - Neoclypeodytes - Neobidessus - Neobidessodes | - Neoclypeodytes - Pachynectes - Papuadessus - Peschetius - Platydytes - Pseuduvarus - Sharphydrus - Sinodytes - Spanglerodessus - Tepuidessus - Trogloguignotus - Tyndallhydrus - Uvarus - Yola - Yolina |